# Gran varietà (programma televisivo)
Gran varietà è stato un programma televisivo del 1983 di Rete 4 trasmesso la domenica sera alle 20.30 per dieci puntate. La prima puntata venne trasmessa il 17 aprile, l'ultima il 19 giugno 1983.

## Produzione
Prodotto quando l'emittente apparteneva al Gruppo Mondadori, il programma era uno spettacolo di intrattenimento che intendeva riproporre sul piccolo schermo le atmosfere della omonima e nota trasmissione radiofonica della Rai Gran varietà, che aveva cessato le sue trasmissioni quattro anni prima. Rispetto a quest'ultima, che aveva una durata variabile tra i 75 e gli 80 minuti, la versione televisiva veniva aumentata di 40 minuti, portandola complessivamente a circa due ore.
Realizzato su testi di Antonio Amurri e Dino Verde - gli stessi autori dello spettacolo radiofonico - era condotto e diretto (con lo pseudonimo Pilantra) da Luciano Salce, Loretta Goggi e Paolo Panelli. Loretta Goggi inoltre cantava la sigla finale del programma, Oceano e in ciascuna delle puntate, presentava le canzoni contenute nel suo album Pieno d'amore. Gli ospiti musicali che parteciparono alla trasmissione furono Ron (che presentò Hai capito o no) Ph.D. (I Didn't Know), Nikka Costa, Al Bano e Romina Power, Dori Ghezzi (Margherita non lo sa), Rettore (Io ho te), Peppino di Capri, Nada (Amore disperato), Fred Bongusto (Attento disk-jockey) e Christopher Cross (All Right).
Le coreografie erano curate da Franco Estil, mentre la direzione musicale era di Paolo Ormi. Altri ospiti fissi che parteciparono alla trasmissione furono il duo Antonio e Marcello (per sei puntate) e inoltre Ugo Bologna e Vittorio Ripamonti, con Alessandra Panelli e Stefano Viali. In ciascuna trasmissione intervenivano anche ospiti in partecipazione straordinaria, che furono Vittorio Gassman, Diego Abatantuono, Gigi Proietti, Jerry Calà e Alida Chelli. Andarono in onda soltanto 10 puntate, poi il programma venne interrotto e non furono prodotte altre edizioni poiché Amurri e Verde, pochi mesi dopo (dal novembre 1983), furono (con Federico Sanguigni) gli autori radiofonici della trasmissione Varietà, varietà.
Di questo programma pare siano andate perdute tutte le copie dagli archivi della rete, infatti gli unici video estratti dalla trasmissione sono quelli dei fan immessi sulla piattaforma You Tube.

## Altri tecnici
- Assistente scenografia: Lorenzo D'Ambrosio
- Assistente arredamento: Nello Zetti
- Assistente coreografie: Gabriella Panenti
- Assistente costumista: Marina Maruccia
- Ispettore di produzione: Aldo Lamini
- Amministratore: Danilo Martelli
- Controllo camere: Fabrizio Galletti
- Operatori ripresa: Vincenzo Leoni, Giulio Palaferri, Fabrizio Palaferri
- Tecnico audio: Sergio Chieruzzi
- Mixer video: Marco Billi
- Elaborazioni elettroniche: Massimo Feresin
- Microfonista: Ezio Maggiorelli
- Parrucchiera: Maria Luisa Fraticelli
- Sarta: Renata Quaresima
- Capo squadra elettricisti: Omero Pilozzi
- Capo squadra macchinisti: Vittorio Munalli
- Elettricisti: Massimo Di Franco, Umberto Chessari
- Macchinisti: Renzo Gabotti, Amato Gabotti, Raffaele Capobianco